# واورویل (کارولینای شمالی)
واورویل (به انگلیسی: Weaverville) شهری در ایالت کارولینای شمالی کشور ایالات متحده آمریکا است که جمعیت آن در سرشماری سال ۲۰۱۰ میلادی، ۳٬۱۲۰ نفر بوده‌است.